# Michel Sandoz
Michel Sandoz, né le 15 juin 1947 à Yverdon-les-Bains, est un écrivain et éditeur vaudois.

## Biographie
Michel Sandoz est attiré dès son plus jeune âge par les grands espaces du Canada. Lorsqu'il découvre la littérature et la chanson canadiennes, le jeune écrivain émigre à Trois-Rivières pendant deux ans, où il se lie avec Gilles Vigneault et Félix Leclerc. Au Québec, il devient directeur littéraire des éditions Neige.
Son premier livre Un été trop bleu paraît en 1984 aux Presses libres du Québec. Il publie ensuite La maison des dunes en 1987 et Boulevard de l'horizon en 1989. Son quatrième livre, Passagers du temps raconte l'histoire d'un savant, Jonathan Bonaventure, qui découvre le sérum d'éternelle jeunesse et qui décide de s'injecter l'unique dose de sérum pour protéger le secret qu'il est seul à connaître.
De retour en Suisse, Michel Sandoz collabore au service culturel de différentes revues, dont Scènes Magazine et devient le chroniqueur régulier de la Radio suisse romande et de Radio Lac. Collaborateur fidèle de Michel Moret aux éditions de l'Aire, Michel Sandoz écrit les textes originaux pour le film Lumières et ténèbres en Argovie, réalisé par Pierre Kalbfuss et contés par Madeleine Robinson. Ce film reçoit le Grand prix du patrimoine à Paris en 1996.

## Sources
- « Michel Sandoz », sur la base de données des personnalités vaudoises sur la plateforme « Patrinum » de la Bibliothèque cantonale et universitaire de Lausanne.
- Alain Nicollier, Henri-Charles Dahlem, Dictionnaire des écrivains suisses d'expression française, vol. 2, p. 802-803
- Henri-Charles Dahlem, Sur les pas d'un lecteur heureux guide littéraire de la Suisse, p. 535
- Anne-Lise Delacrétaz, Daniel Maggetti, Écrivaines et écrivains d'aujourd'hui, p. 339
- La Tribune de Genève, 2002/05/04, p. 15
- 24 Heures, 2001/12/15, p. 18
- A D S - Autorinnen und Autoren der Schweiz - Autrices et Auteurs de Suisse - Autrici ed Autori della Svizzera